# Llengües bora–witoto
Les llengües bora-witoto (també bora-huitoto) constitueixen una família de llengües indígenes americanes formada per menys d'una desena de llengües. S'ha estimat en 5.400 anys de diversificació lingüística, per mitjans glotocronològics. El seu nombre de parlants era de ~18.300 (2009)

## Classificació

### Llengües de la família
Les llengües bora-huitoto consten dels següents llengües:
- Família bora (borano, borán, mirañano, miraña) 
  - Bora (bora-miraña) Perú; riu Igará Paraná, Amazones, Colòmbia; Amazones, Brasil
  - Muinane (bora-muinane) alt Cahuinarí, Amazones, Colòmbia; Perú
  - Miraña riu Caquetá, Amazones, Colòmbia.
- Família witoto (huitoto, huitotoano, witotó, witótoan, huitoto-ocaina)
  - Ocaina (okaina) Departament de Loreto, Perú; Amazones, Colòmbia
  - Nüpode (nüpode, nüpode huitoto) Perú
  - Minica (meneka, witoto muinane, minica huitoto, mɨnɨca) Amazones, Colòmbia; Perú
  - Murui (huitoto, bue, murui huitoto) Perú; Amazones, Colòmbia; Amazones, Brasil
  - Coeruna (koeruna) Amazones, Brasil ?? (†)
  - Nonuya (nonuña, nyonuhu, nononota, achiote, achote) Loreto, Perú; Peña Roja, Colòmbia
  - Coixoma (koihoma, koto, coto, orejón) Loreto, Perú ?? (†)

(†) = llengua morta

### Relació amb altres llengües
L'andoque és una llengua classificada normalment com llengua aïllada. No obstant això, alguns autors han proposat que està llunyanament emparentada amb el bora-huitoto pel que s'ha proposat la macrofamília hipotètica llengües bora-witoto-andoque formada per tres branques:
I. Família bora
II. Família witoto
III. Andoque
Fos d'aquesta proposta el projecte de comparació sistemàtica ASJP troba la major proximitat lèxica del Bora-Witoto amb les llengües zaparoanes, no obstant això, aquesta similitud podria deure's a raons accidentals o a préstecs lèxics i no és prova en ferma de parentiu.

## Descripció lingüística
Aschmann (1993) va proporcionar una reconstrucció fonològica i lèxica del proto-bora-witoto. Sobre la gramàtica del bora una bona referència és Thiesen (1996) i sobre el witoto una referència estàndard és Minor i Loos (1963), també Wise (1999).

### Comparació lèxica
La següent llista compara els numerals en quatre llengües bora-witoto:
| GLOSSA | Bora               | Miraña                | Muinave                    | PROTO- BORA          | Ocaina       | Murui                 | Faai             | PROTO- WITOTO   |
| ------ | ------------------ | --------------------- | -------------------------- | -------------------- | ------------ | --------------------- | ---------------- | --------------- |
| 1      | ʦʰane              | ʦʰane                 | sááno                      | *ʦʰanV               | tʲa-         | dahe                  | dahé             | *tʲa            |
| 2      | mínʲéékʰii         | míñéékʰi              | míínokki                   | *mína-kʰi            | hanaa        | mena                  | mänahé           | *məna           |
| 3      | pʰápʰiʔʧʰii        | maakʰíni              | [2] + [1]                  | *ʦʰa-məna-           | hanããm       | dahe amani            | dahé amani       | *tʲa a-məni     |
| 4      | pʰiinee- ʔoxʦʰitʰi | ʦʰanénáʔ- péβahkʰáʦʰi | [2] + [2]                  | ?                    | nahĩ ʔxanó   | naga amaga            | nagamaga         | ?               |
| 5      | ʦʰaʔoxʦʰitʰi       | ʦʰá-ʔoxʦʰi            | sa-ʔúse                    | *ʦʰa-ʔoxʦʰi-         | tʲa-ɸííɸoroʔ | dabecuìro             | dabekuiro        | *tʲa-be-kwiro   |
| 6      | íʔoxʦʰitʰi + [1]   | gotzehihnwa           | xúúga-ʔuse-ti+[1]          | *-ʔoxʦʰi-tʰi+[1]+[1] | anííra ɸátí  | enefebe-llimo dacaì   | énémé dahé       | *ani be-[?] tʲa |
| 7      | íʔoxʦʰitʰi + [2]   | zohógatigá            | xúúga-ʔuse-ti+[2]          | *-ʔoxʦʰi-tʰi+[2]     | [6] hanáámaʔ | enefebe-llimo menacaì | motöi kaima dahé | *ani be-[?] [2] |
| 8      | íʔoxʦʰitʰi + [3]   | rowiʦka               | xúúga-ʔuse-ti+[2]+[1]      | *-ʔoxʦʰi-tʰi+[1]+[2] | atʲora biñiʔ |                       | higaikai dahé    | ?               |
| 9      | íʔoxʦʰitʰi + [4]   | zömötʰohʦa            | xúúga-ʔuse-ti igéénemeʔexé | ?                    |              |                       | nagaa- häbäkuiro | ?               |
| 10     | pʰaʔoxʦʰikʰi neβa  | pʰáʔohʦʰíkʰi          | ɸa-ʔúsee-kki               | *pʰa-ʔoxʦʰi(-kʰi)    | hanãʔ ɸátí   |                       | aiyoäna          | ?               |